# 波動力學
波動力學是量子力學的一種表述形式，主要是以波函數及其模數的平方去表示物體的狀態及該狀態出現的機率。對於波函數隨時間的變化，是遵從薛丁格方程式。

## 德布羅意與相位波
1923年，德布羅意參考愛因斯坦的狹義相對論發現，如果有：
其中 {\displaystyle h\,} 是普朗克常數、{\displaystyle f_{o}\,} 是粒子的內部運動的頻率、{\displaystyle m\,} 是粒子的靜止質量、而{\displaystyle c\,} 是光速；那麼根據狹義相對論的質量及時間隨運動的變化，我們可得到以下兩個關係：
所以{\displaystyle f_{1}\neq f_{2}\,}。
但以上兩個頻率的差別正是德布羅意的出發點。他立刻引入一個頻率為 {\displaystyle f\,}、相速度為 {\displaystyle u\,} 的假想波，並證明如果此波與和運動粒子內部的振動 {\displaystyle \sin {2\pi f_{2}t}\,} 同相，「這種相的和諧將保持下去」。並由狹義相對論的能-動關係，我們可知：
而對於這個假想波的波數 {\displaystyle k\,} 及角頻率 {\displaystyle \omega \,} 亦組成一個不變量：
所以德布羅意假設：
與愛因斯坦的光子的能量及動量方程 {\displaystyle E=hf\,} 及 {\displaystyle p={\dfrac {E}{c}}={\dfrac {h}{\lambda }}\,} 一樣，但內部的意義不同：德布羅意的公式包括了所有粒子。